# Archos
ARCHOS — французский производитель мобильных устройств и «умных гаджетов», основанный в 1988 году Анри Кроа (фр. Henri Crohas). ARCHOS разработала ассортимент продукции, в том числе портативных аудио- и видеоплееров, цифровых видеорекордеров, смартфонов и планшетов. Компания выпускает мобильные устройства — как под собственной торговой маркой, так и в качестве ОЕМ-производителя (для таких брендов, как Gionee, Micromax, Intex, Lava).
Слоган компании со временем был изменён с «Think Smaller» до «On The Go». В настоящее время слоган компании звучит как «Entertainment your way».
Название компании является анаграммой фамилии основателя (Crohas), и это также греческое «мастер» (αρχος).

## История компании
- 1988 — год основания компании
- 2000 — выпуск Jukebox 6000 — первого MP3 плеера с жестким диском
- 2003 — выпуск Jukebox Multimedia — первого мультимедийного плеера
- 2005 — выпуск PMA400 — плеера с поддержкой Wi-Fi
- 2009 — ARCHOS стал первым производителем планшетов, представившим модель на базе ОС Android (ARCHOS 5). В этом же году были выпущены устройства на базе Windows 7: планшет с полностью сенсорным экраном (ARCHOS 9) и нетбук с диагональю экрана 13.3", с процессором Intel Atom D510 Dual Core, 1 GB 667/800 МГц (ARCHOS 133 PC)
- 2009 — Компания представила серию планшетов с резистивным экраном (Gen 7). Данная серия была предназначена для удобного интернет серфинга, а также для просмотра медиаконтента.
- 2011 — ARCHOS выпустил под брендом Arnova серию бюджетных планшетов для потребительского рынка. Планшеты под управлением процессора RK2818 Rockchip CPUs с резистивным экраном поддерживают Wi-Fi подключение (802.11 b/g).
- 2011 — ARCHOS становится полноправным партнером Google Android
- 2011 — ARCHOS объявил о выпуске планшетов под управлением Android 3.0 «Honeycomb» (G9).
- 2012 — компания представила игровой планшет на базе ОС Android (Gamepad) и серию планшетов с ультра-тонкой съемной клавиатурой (Gen10)
- 2013 — ARCHOS представляет интернет-приставку для ТВ ARCHOS TV Connect и серию «Элементов», в которую вошли линейки мобильных устройств Cobalt, Xenon, Carbon, Titanium и Platinum. Компания сделала упор на выпуск линеек Titanium и Platinum, которые были представлены на CES 2013. ARCHOS утверждает, что каждая из представленных моделей линейки способна составить конкуренцию продукции премиальных брендов как по характеристикам, так и по стоимости
- 2014 — компания представила широкую линейку устройств, совместимых с 4G/LTE (Helium), Full HD 4G смартфон дешевле €200 ARCHOS 50 Diamond, а также систему умного дома Smart Home.
- 2015 — выпуск персонального компьютера PC Stick размером со спичечный коробок. В нём установлен процессор Intel Atom Z3735F частотой 1,33 ГГц, 2 ГБ оперативной памяти, накопитель ёмкостью 32 ГБ и слот для карт формата microSD. Подключается гаджет к любому экрану с помощью HDMI. PC Stick способен выполнять задачи стационарного ПК при весе в 60 граммов.[5]
- 2016 — представила систему IoT на базе LoRa — PicoWAN
- 2018 — на Российский рынок был выпущен смартфон Diamond Omega в стеклянном корпусе с безрамочным экраном. Флагман имеет чип Qualcomm Snapdragon 835 + 8 ГБ оперативной и 128 ГБ встроенной памяти + 4 камеры.[6]

## Продукция

### Линейки смартфонов[7]
- Diamond
- Helium — смартфоны с поддержкой 4G
- Cesium — смартфоны под управлением OC Windows
- Oxygen
- Platinum
- Titanium
- Xenon
- Neon
- Cobalt
- Power — смартфоны с аккумуляторами высокой емкости

### Линейки планшетов[8]
- Diamond
- Magnus — планшеты с большим объёмом внутренней памяти
- Helium — планшеты с поддержкой 4G
- Cesium — планшеты под управлением OC Windows
- Oxygen
- Platinum
- Titanium
- Xenon
- Neon
- Copper
- PC Stick — персональный компьютер под управлением OC Windows, оснащенный процессором Intel Atom
- ARCHOS GamePad 2

### Подключаемые устройства[9]
- ARCHOS Smart Home — Планшет на базе OC Android легко управляет и связывает несколько миниатюрных беспроводных устройств (камеры видеонаблюдения, температурные датчики) в вашем доме для автоматического получения информации о вашем доме.
- ARCHOS VR Glasses — очки виртуальной реальности
- ARCHOS Music Light — энергосберегающая светодиодная лампа, которая с помощью Bluetooth может воспроизводить музыку с мобильного устройства
- ARCHOS Music Beany — беспроводная гарнитура, встроенная в вязанную шапочку.

## Ключевые инновации
ARCHOS Fusion Storage — программное решение, разработанное инженерами компании ARCHOS, которое объединяет встроенную память устройства с картой microSD. После активации объединённого хранилища данные автоматически переносятся во внутреннюю память смартфона или планшета, а затем сортируются. Файлы приложений будут и в дальнейшем храниться во внутренней памяти, а фотографии, видеофайлы и другой контент расположатся на карте памяти. Пользователь может в любой момент вернуть настройки к обычному раздельному хранению данных.
PicoWAN — первая в мире глобальная, коллективная и максимально доступная сеть LP-WAN для Интернет вещей. Ключевым новшеством проекта является использование уникального протокола беспроводной связи, основанного на использовании пико-шлюзов (pico-gateway). Пико-шлюз вставляется в электрическую розетку и подключается к сети интернет по Wi-Fi или Ethernet. Применение технологии LoRa позволяет получить радиус действия, сравнимый с радиусом действия антенн, устанавливаемых крупными операторами на крышах зданий. Однако сеть PicoWAN может быть гораздо «плотнее» и проникать в здания на любую глубину, обеспечивая более качественное покрытие и повышенную отказоустойчивость.